# 红瑶
红瑶，是中华人民共和国境内的一个瑶族支系，“红瑶”系他称，因其衣色尚红而得名，他们的自称则为“优诺”或“优念”:1。红瑶主要居住于广西壮族自治区桂林市龙胜各族自治县、临桂区等地。

## 族群历史与语言
红瑶的语言繁杂，依照母语与居住地的不同，红瑶可以分为两大支系。主要居住于龙脊镇、泗水乡、马堤乡等山区乡镇，说优诺语的称为山话红瑶，人口约有4600人:1；主要居住于平原，说汉语方言优念话的称为平话红瑶，人口一万余人。红瑶的两大支系在语言上差异很大，在生活方式、风俗习惯、宗教信仰和服饰上则十分相近。尽管互相之间难以以本族语进行沟通，但山话红瑶与平话红瑶仍视对方为本族人，双方具有相同的族群认同。多数红瑶为双语人群，他们也能掌握桂柳话、普通话等。
和其他平话族群类似，红瑶有着青州认同，认为自己的祖先来自山东青州，根据红瑶的传说，红瑶因为受压迫离开青州，分成数部长期流徙，在分离六、七百年后，两部于广西义宁、龙胜等地会合。语言学家毛宗武认为，根据山话红瑶、平话红瑶双方高度相似的风俗与传说和分布于双方语言底层的大量同源词，可判断出红瑶两个支系具有共同的起源，而语言的差异则是长期的迁徙以及汉族群体的加入导致的:6。
有些资料亦把八姓瑶视为红瑶。八姓瑶主要说苗语支语言巴哼语、唔奈语等，在越南境内被识别为独立民族巴天族。

## 民俗与文化
服饰方面，红瑶崇尚红色，他们认为红色是兴旺、喜庆的颜色，女性往往穿着以红色为主色的艳丽上衣，红瑶也因此而得名。红瑶服饰中最为珍重的是“花衣”，“花衣”工艺颇为复杂，一件花衣制作耗时约一年。红瑶女子亦有佩戴耳环的习俗，传统上红瑶女子自七八岁开始即佩戴银质耳环:74。
农历新年是红瑶最重要的节日。在农历新年之前，龙胜各族自治县细门寨的红瑶会于腊月廿七日杀猪，同其他地方不同的是，红瑶会在厅堂的祖宗牌位下将猪宰杀，以示孝敬祖先，并祈求祖先保佑。大年三十时红瑶还有“抬狗拜年”的习俗，即一个村寨将小狗放入筐子中访问临近村寨以图好运。农历新年期间，黄洛村的红瑶还会宴请本族长老背诵古歌，讲述民族故事:8。而随着经济的发展，红瑶的许多传统已经趋向没落。
红瑶素有蓄髮传统，并以发长为美。在红瑶的传说中，头发是“血气所化”，不能隨意剪去，因而传统上红瑶女子只在3岁和18岁剪髮，且剪下的头发也要保存下来。成年后，红瑶女子髮长平均达到1.7米。其中龙胜县龙脊地带的红瑶村落黄洛村于2002年被上海基尼斯世界纪录总部认证为“群體長髮之最”:74。长发也成为龙胜红瑶的重要旅游宣传品牌。